# Przewalski's roodmus
Przewalski's roodmus (Urocynchramus pylzowi) is een bijzondere zangvogel uit de berggebieden van Midden- en West-China. De soort is vernoemd naar Nikolaj Przewalski, de Russische ontdekkingsreiziger die de soort ontdekte en beschreef.

## Kenmerken
Przewalski's roodmus is een kleine vogel die lijkt op meesroodmus (die tot de vinkachtigen behoort). De staart is lang en de geslachten verschillen onderling. Zo zijn de mannetjes felroze op de keel, borst en buik. Beide geslachten zijn bruingestreept op de rug en vleugels. De snavel is dunner dan die van de roodmussen. Het verschil met vinken en gorzen is vooral de lengte van de buitenste handpennen (veren van de vleugel) die bij vinken en gorzen rudimentair is, maar niet bij deze soort.

## Verspreiding en leefgebied
Przewalski's roodmus komt voor op een hoogte van tussen de 3050 m en 5000 m, meestal in paren tijdens het broedseizoen en in kleine groepjes tijdens de winter.

## Taxonomie
Lange tijd bleef onduidelijk of deze vogel gerekend moest worden tot de roodmussen (vinken) of tot de gorzen. Groth (2000) kwam op grond van moleculair-genetisch onderzoek tot de conclusie dat deze vogel noch tot de gorzen noch tot de vinken behoorde en plaatste deze soort  in een monotypische familie de Urocynchramidae. Dat was in 1918 al voorgesteld door Janusz Domaniewski.